# 5016 Migirenko
5016 Migirenko (1976 GX3) là một tiểu hành tinh vành đai chính được phát hiện ngày 2 tháng 4 năm 1976 bởi N. S. Chernykh ở Nauchnyj.